# (3659) Беллинсгаузен
(3659) Беллинсгаузен (лат. Bellingshausen) — типичный астероид главного пояса, открыт 8 октября 1969 года советским астрономом Людмилой Черных в Крымской астрофизической обсерватории и 25 сентября 1988 года назван в честь русского мореплавателя Фаддея Беллинсгаузена.

## Обнаружение и именование
(3659) Беллинсгаузен
Открыт 8 октября 1969 года в Научном Л. И. Черных.
Назван в память о русском адмирале Фаддее Фаддеевиче Беллинсгаузене (1778—1852), руководителе первой российской антарктической экспедиции в 1819—1821 годах.
Оригинальный текст (англ.)3659 Bellingshausen
Discovered 1969-10-08 by Chernykh, L. at Nauchnyj.
Named in memory the Russian admiral Faddej Faddeevich Bellingshausen (1778—1852), head of the first Russian Antarctic expedition in 1819—1821.
Источники: DISCOVERY.DB; M.P.C. 13608.

## Орбита

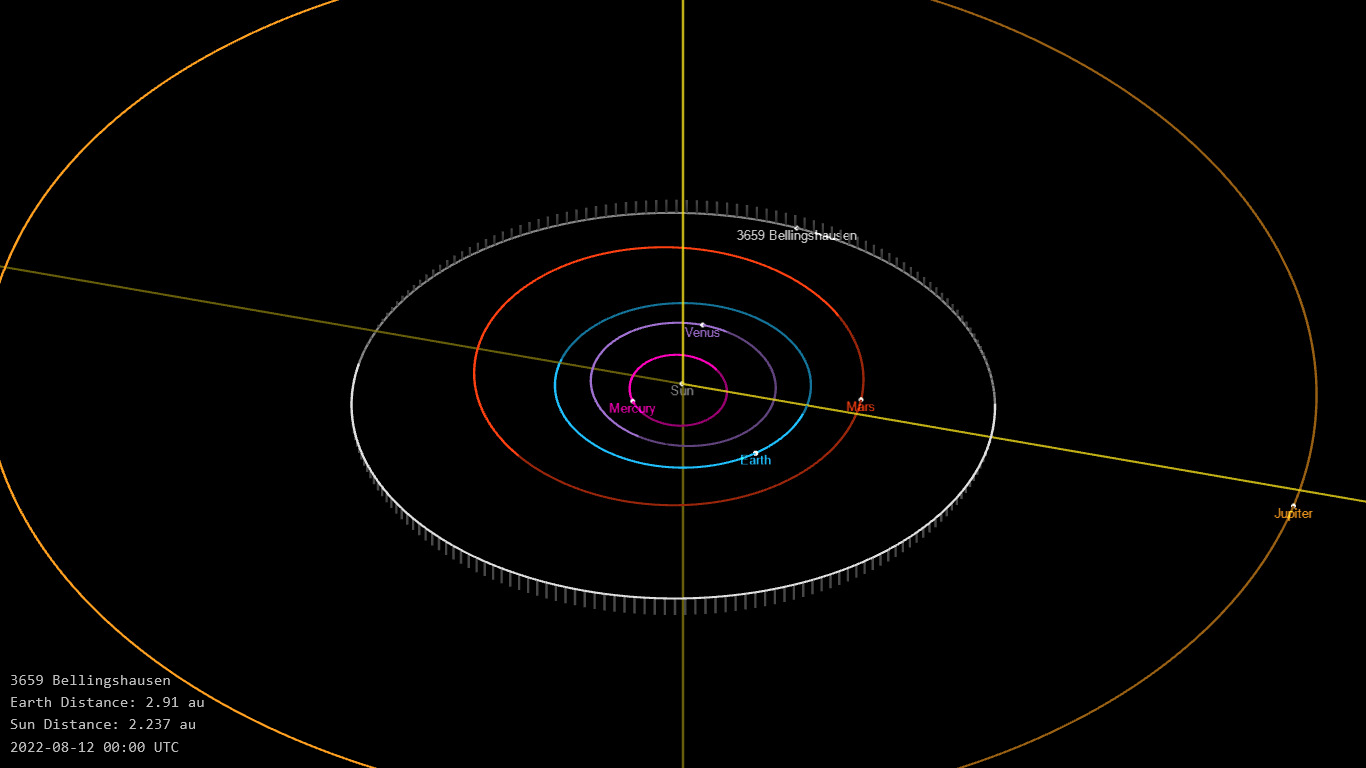
Орбита астероида Беллинсгаузен и его положение в Солнечной системе

## Физические характеристики
Астероид относится к таксономическому классу S.
По результатам наблюдений системы телескопов панорамного обзора и быстрого реагирования Pan-STARRS и наблюдений системы последнего оповещения о столкновении астероида с Землей ATLAS абсолютная звёздная величина астероида сначала оценивалась равной 14,51±0,71m, позже — 13,66±0,048m и 14,20±0,052m.